# Konrad-Adenauer-Brücke (Trier)
Die Konrad-Adenauer-Brücke führt über die Mosel in Trier. Neben der Römerbrücke und der Kaiser-Wilhelm-Brücke ist sie die dritte und zugleich jüngste Moselbrücke der Stadt. Sie befindet sich im Süden Triers und führt vom Stadtteil Trier-Süd an der Benediktinerabtei St. Matthias in den westlich der Mosel gelegenen Stadtteil Trier-Euren. Der Bau wurde durch das neue Industriegebiet, auf dem Gebiet des ehemaligen Trierer Flughafens bei Euren auf der linken Seite der Mosel, nötig. Das Bauwerk wurde als Stahlkastenbrücke durchgeführt. Die Brücke wurde 1973 dem Verkehr übergeben, sie ist beidseitig dreispurig ausgebaut.
Die Brücke ist für den Straßenverkehr von erheblicher Bedeutung, weil flussaufwärts die nächste Straßenbrücke über die Mosel erst in Grevenmacher, ca. 18 km entfernt, vorhanden ist.
Da die Brücke sanierungsbedürftig ist, wurde am 8. August 2025 aus Sicherheitsgründen ein Tempolimit von 30 km/h eingeführt.

## Galerie

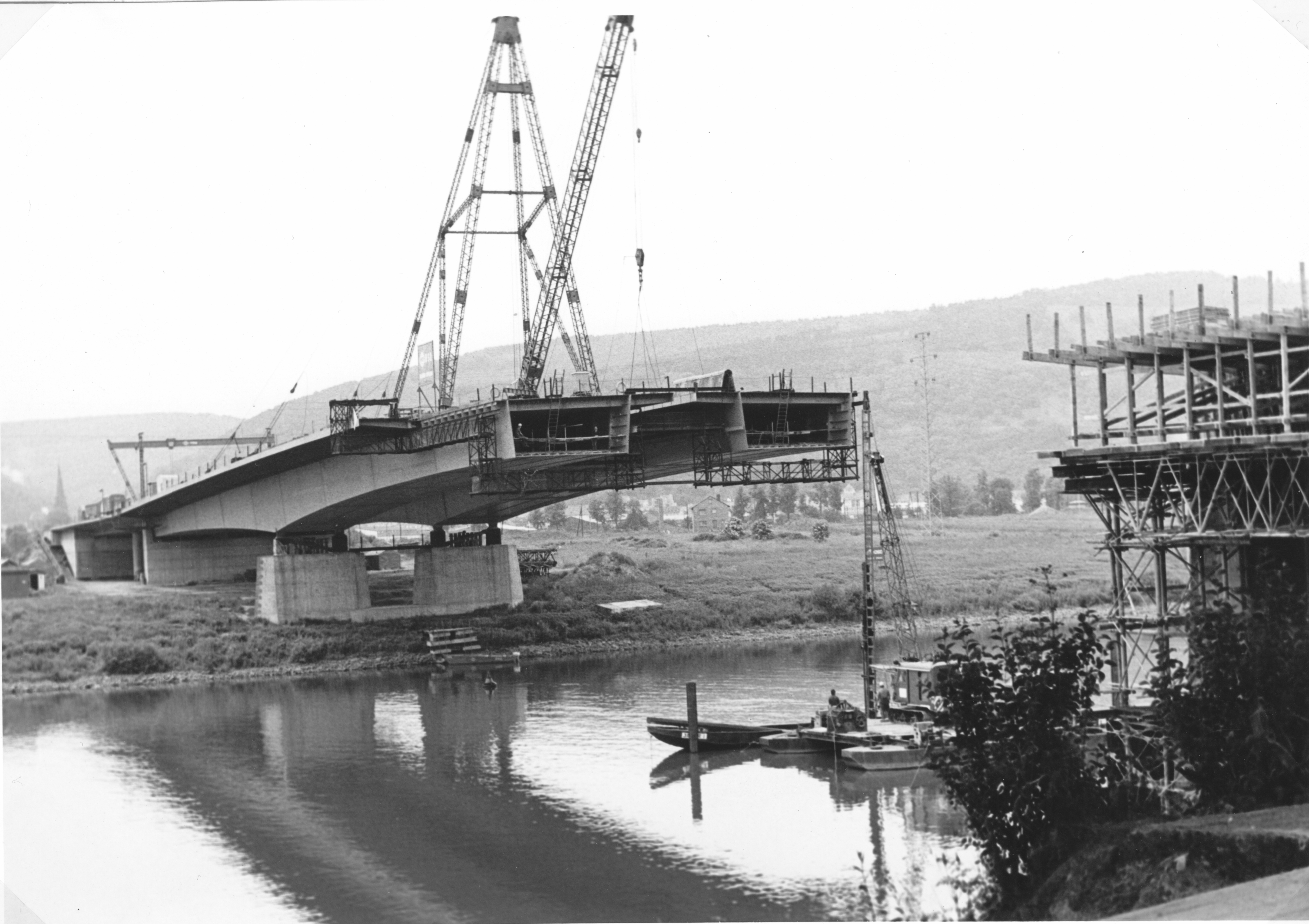
Im Bau (1972)
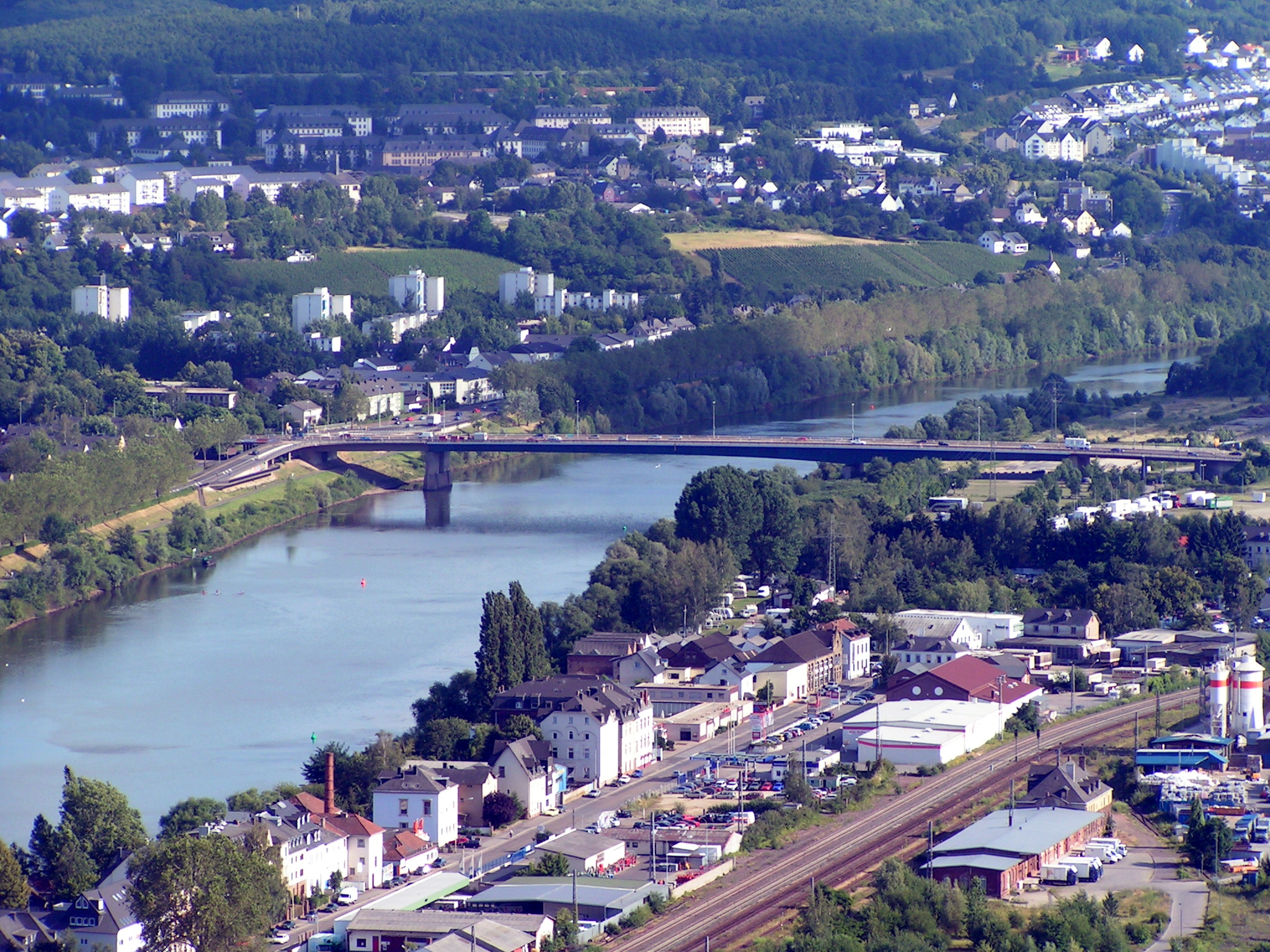
Ansicht von der Mariensäule aus
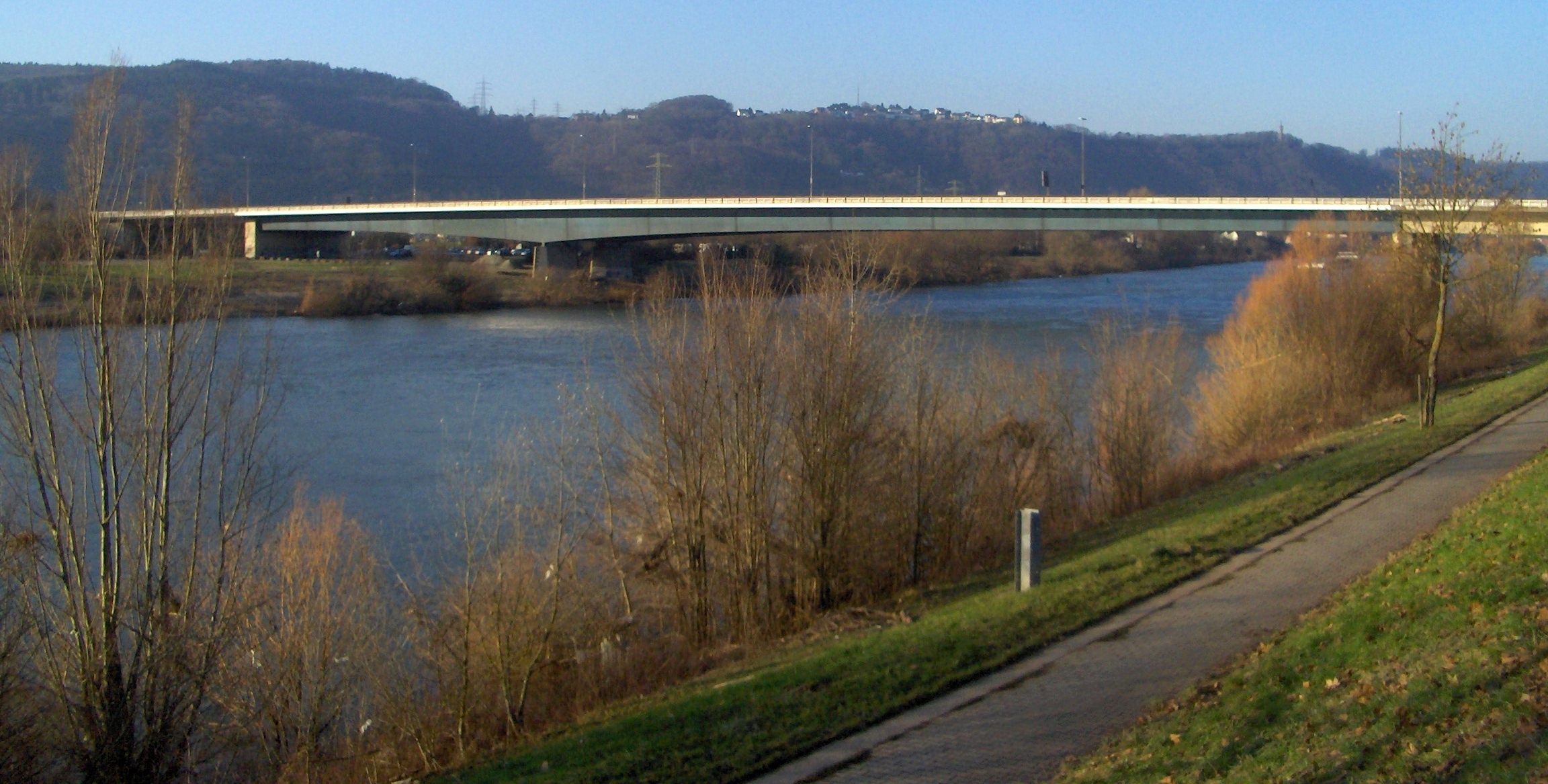
Ansicht von Trier-Süd aus